# Ligne de Sens à Revigny
La ligne de Sens  à Revigny est une ancienne relation ferroviaire de la Compagnie des chemins de fer de l'Est, actuellement en grande partie fermée, où ne reste assuré que du  trafic fret, en particulier au départ de Troyes.
Voir les articles détaillés suivants :
- Ligne de Coolus à Sens (section de Sens à Troyes).
- Ligne de Troyes à Brienne-le-Château.
- Ligne de Jessains à Sorcy (section de Brienne-le-Château à Montier-en-Der).
- Ligne d'Éclaron à Montier-en-Der.
- Ligne de Saint-Dizier à Doulevant-le-Château (section de Saint-Dizier à Éclaron).
- Ligne de Revigny à Saint-Dizier.